# Ernst Gottfried Christian Klügel
Ernst Gottfried Christian Klügel (* 19. November 1737 in Wittenberg; † 24. September 1819 in Wittenberg) war ein deutscher Rechtswissenschaftler.

## Leben
Ernst Gottfried Christian Klügel wurde 1737 in Wittenberg als Sohn des Wittenberger Ratsherrn und juristischen Fakultätsassessors Gottlob Christian Klügel geboren. Er besuchte das Gymnasium St. Augustin in Grimma und begann 1754 an der Universität Wittenberg zu studieren, wo er, nach seiner am 12. Januar 1759 erfolgten Examensprüfung zum Notar, am 8. Juni 1759 zum Lizentiaten und zum Doktor der Rechtswissenschaften promovierte. Zunächst widmete er sich der juristischen Praxis und nahm 1760 bis 1766 an der Verwaltung seiner Heimatstadt Anteil.
Nachdem er am 30. April 1766 den akademischen Grad eines Magisters der Philosophie erworben hatte, wurde ihm im selben Jahr die außerordentliche Professur für sächsisches Recht an der Universität seiner Heimatstadt übertragen. Dazu erwarb er die Lehrbefähigung eines Magister Legens am 22. April 1767 und las er über Rechtsenzyklopädie, juristische Hermeneutik und Literatur. 1785 übernahm er die ordentliche Professur der Institutionen, stieg 1787 in das Dignestum informatum et novum, 1790 in das Dignestum vetus und 1796 in die Professur des Kodex auf.
Alter und Gebrechlichkeit nötigten Klügel, seine Professur vertreten zu lassen, da er auch noch 1811 erblindete, bevor er nach der Auflösung der Wittenberger Hochschule verstarb. Seit 1786 war er im Nebenamt Beisitzer des Oberhofgerichtes und seit 1790 außerordentlicher Beisitzer und schließlich Vizerektor des Wittenberger Konsistoriums. Um die Geschichte der Universität machte sich Klügel durch Abfassung der  literarischen Einleitung zu  Christian Siegmund Georgi „Annales Academiae Vitebergensis 1655-1755“ verdient und bekleidete im Sommersemester 1801 das Rektorat der Wittenberger Akademie.

## Werkauswahl
- Utrum et quatenus liberos absque parentum praesciitu ac consensu sponsalia nuptiasve contrahentes exheredare liceat? Dissertatio inauguralis iuris Romani et Saxonici. Tzschiedrich, Wittenberg 1804.
- De iudicandis morum praeceptis in Novo Testamento a communi omnium hominum ac temporum usu alienis Commentatio. Dürr, Wittenberg 1793.
- Collegii Iuridici In Academia Wittenbergensis H. T. Decanus ... : (Einladung zur Verteidigung der jur. Diss. von Gottlob Otto Frenzius am 16. Apr. 1792) Wittenberg 1792.
- De senatus consulto Velleiano seu de intercessione mulierum dissertatio. (Resp. Joannes Samuel Straphinus) Charisius, Wittenberg 1783. (Digitalisat)
- De Furto Ferarum Eiusque Poena Praesertim In Terris Saxonicis Dissertatio. (Resp. Johannes Jacobus Studer) Charisius, Wittenberg 1782. (Digitalisat)
- De Bona Fide In Praescriptione Et Vsvcapione Necessaria Dissertatio. Dürr, Wittenberg 1781. (Digitalisat)
- De Libello In Processu Civili Ordinario Offerendo Inprimis Ex Legum Saxonicarum Constitutionibus. Dürrr, Wittenberg 1779. (Digitalisat)